# Hadlow
 (juin 2018).
Si vous disposez d'ouvrages ou d'articles de référence ou si vous connaissez des sites web de qualité traitant du thème abordé ici, merci de compléter l'article en donnant les références utiles à sa vérifiabilité et en les liant à la section « Notes et références ».
Hadlow est une localité du Kent, au Royaume-Uni, dans le district de Tonbridge and Malling.

## Tourisme
La propriété d'Oxon Hoath à Hadlow, a été construite il y a plus de 600 ans par Sir John Culpeper, un chevalier du roi Henry V, pour en faire un parc royal pour les bœufs et les cerfs. Sir William, fils de l'amiral Sir Francis Geary, engagea l'artiste peintre et paysagiste William Andrews Nesfield pour créer les jardins formels dans le style de Capability Brown. Les jardins d'Oxon Hoath sont aujourd'hui les seuls jardins de parterre non modifiés en Angleterre.